# Grabstätten des Hauses Hessen auf der Rosenhöhe Darmstadt

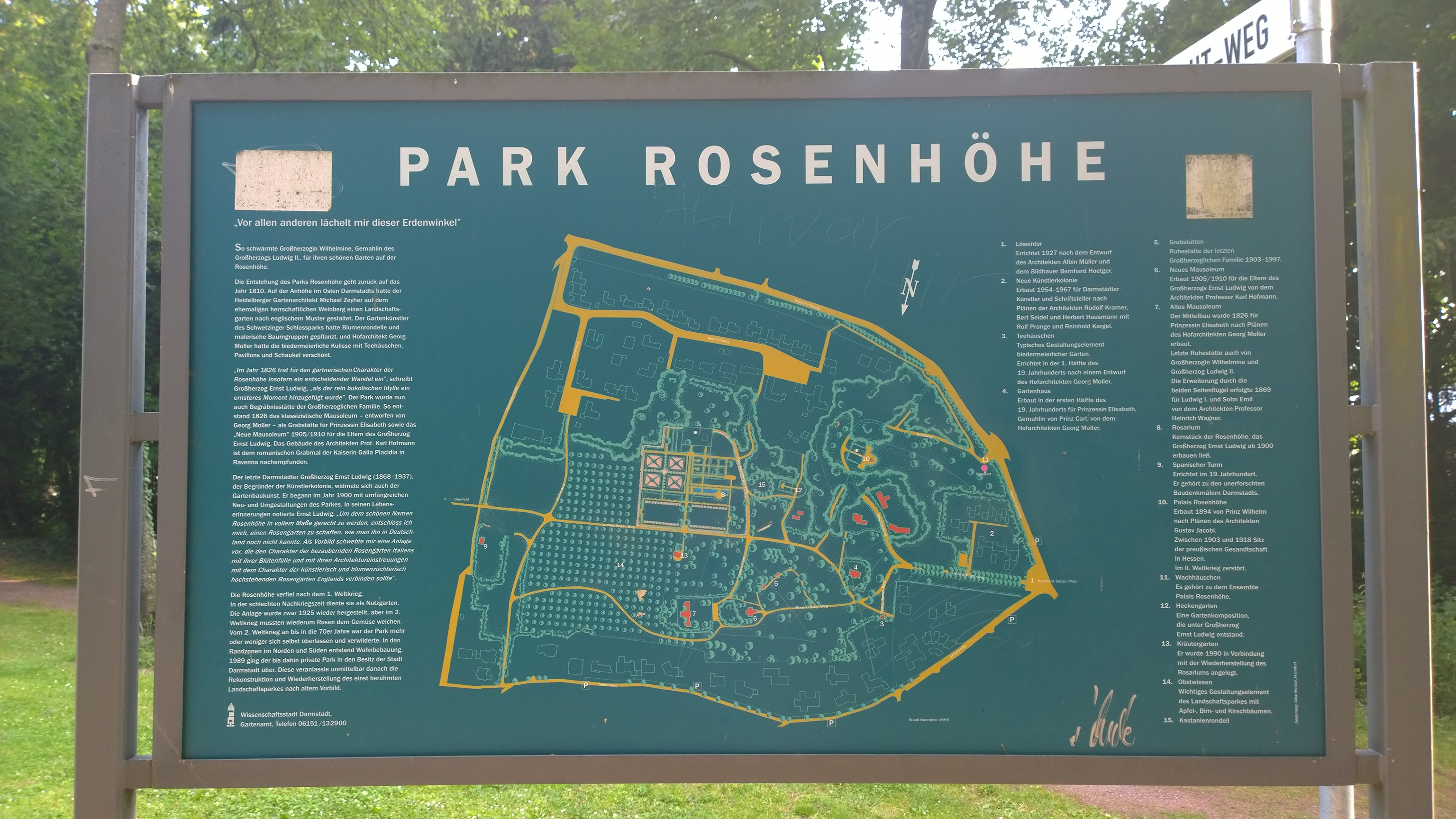
Informationstafel zum Park unterhalb des ehemaligen Palais, auf der auch die Lage der verschiedenen Grabstätten des Hauses Hessen verzeichnet ist

Der Sammelbegriff Grabstätten des Hauses Hessen auf der Rosenhöhe Darmstadt umfasst jene Begräbnisstätten der großherzoglichen Familie von Hessen-Darmstadt, die im 19. und 20. Jahrhundert in verschiedenen Bereichen des historischen Parks Rosenhöhe im Osten Darmstadts angelegt wurden.
Das Alte Mausoleum wurde 1826 für eine frühverstorbene Tochter der Großherzogin Wilhelmine Luise errichtet, welche die Rosenhöhe als Bestattungsort ihres Kindes ausgewählt hatte. Nach der Fertigstellung des Neuen Mausoleums im Jahre 1910 ließ Großherzog Ernst Ludwig eine Neuaufstellung der Särge der Großherzöge und ihrer Familienangehörigen vornehmen. Sie wurden aus der Fürstengruft der Stadtkirche Darmstadt auf die Rosenhöhe überführt, wo die Särge seiner Eltern und Geschwister ins Neue Mausoleum umgebettet wurden, während die Särge der früheren Regenten des Großherzogtums und ihrer Familienangehörigen ins Alte Mausoleum kamen. Die Särge der Landgrafen und ihrer Familienangehörigen blieben in der Stadtkirche zurück. Einige nach dem Ende der Monarchie verstorbene Angehörige des letzten Großherzogs wurden ebenfalls auf der Rosenhöhe bestattet, allerdings in Erdgräbern.

## Altes Mausoleum

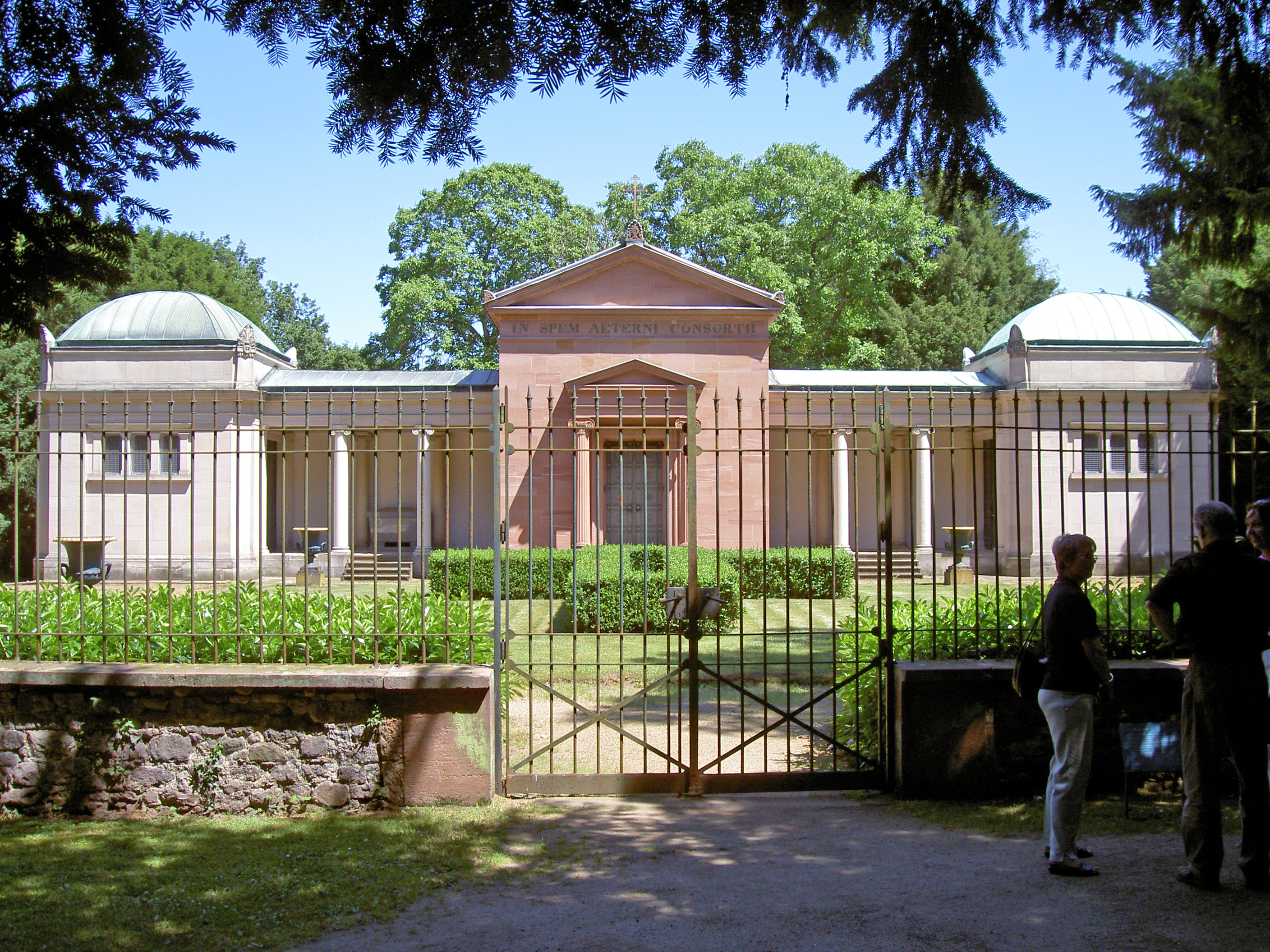
Altes Mausoleum im Park Rosenhöhe

Das Alte Mausoleum wurde 1826 nach Plänen von Georg Moller im Stil eines kleinen griechischen Tempels erbaut und erhielt 1869 bis 1870 durch einen Umbau nach Plänen von Heinrich Wagner, der dem ursprünglichen Bau zwei symmetrische Seitenflügel hinzufügte, seine heutige Gestalt. Es enthält heute zwölf Särge und dient als Grabstätte von:
- Prinzessin Elisabeth (1821–1826) –  Tochter von Großherzogin Wilhelmine Luise
- Großherzogin Luise (1761–1829) –  Gemahlin von Großherzog Ludwig I.
- Großherzog Ludwig I. (1753–1830) –  Sohn von Landgraf Ludwig IX. (Hessen-Darmstadt)
- Großherzogin Wilhelmine Luise (1788–1836) –  Gemahlin von Großherzog Ludwig II.
- Großherzog Ludwig II. (1777–1848) –  Sohn von Großherzog Ludwig I. und Großherzogin Luise
- Prinz Emil (1790–1856) –  Sohn von Großherzog Ludwig I. und Großherzogin Luise
- Prinz Georg (1780–1856) –  Sohn von Großherzog Ludwig I. und Großherzogin Luise
- Großherzog Ludwig III. (1806–1877) –  Sohn von Großherzog Ludwig II. und Großherzogin Wilhelmine Luise
- Prinz Karl (1809–1877) –  Sohn von Großherzog Ludwig II. und Großherzogin Wilhelmine Luise
- Prinzessin Elisabeth (1815–1885) –  Gemahlin von Prinz Karl
- Prinz Wilhelm (1845–1900) –  Sohn von Prinz Karl und Prinzessin Elisabeth
- Prinz Heinrich (1838–1900) –  Sohn von Prinz Karl und Prinzessin Elisabeth

## Neues Mausoleum

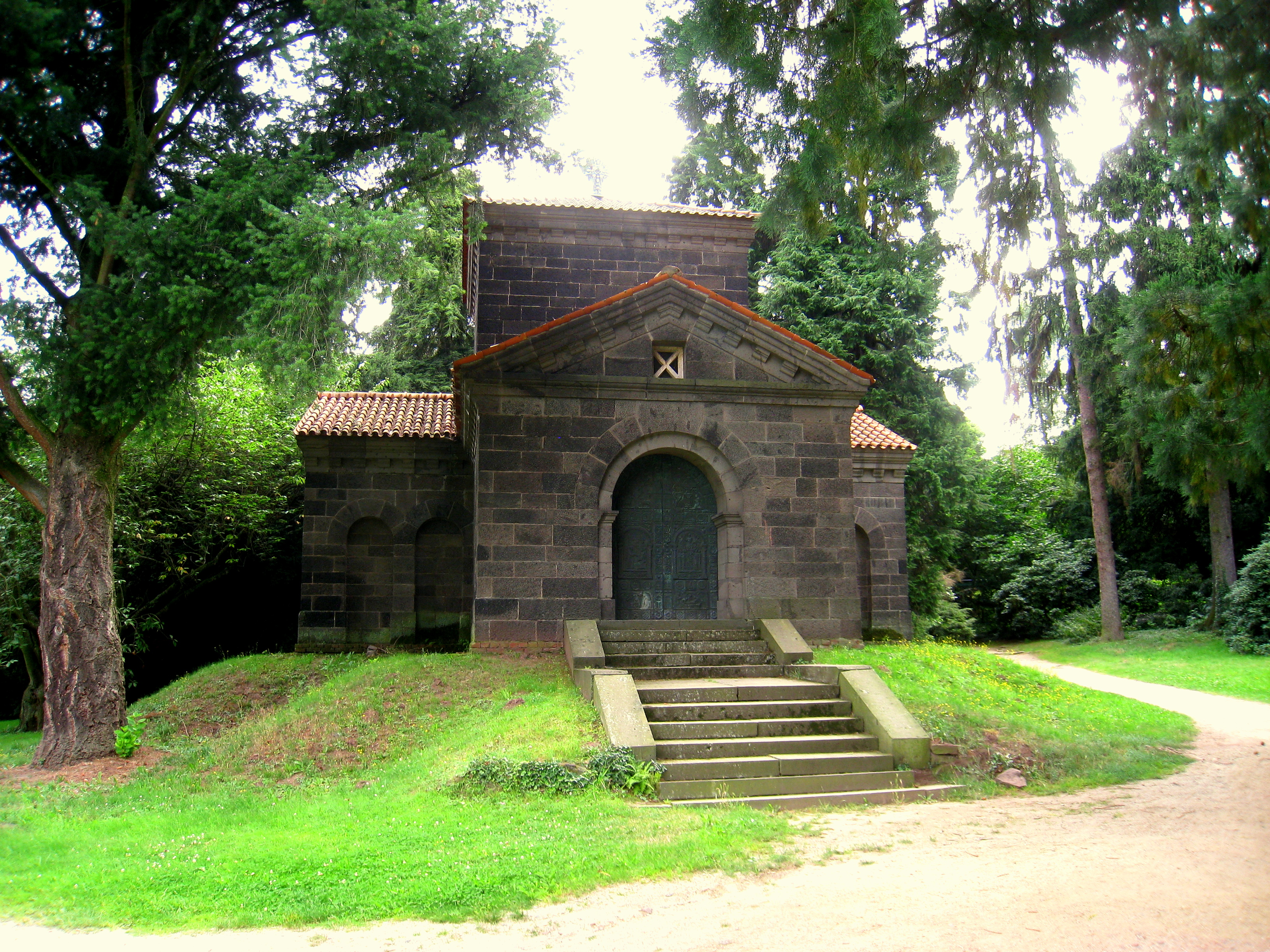
Neues Mausoleum im Park Rosenhöhe

Unweit des Alten Mausoleums steht das von 1905 bis 1910 nach Plänen von Karl Hofmann für die Eltern und Geschwister von Großherzog Ernst Ludwig errichtete Neue Mausoleum, welches in seiner Gestaltung dem Mausoleum der Galla Placidia in Ravenna nachempfunden ist. Hier sind bestattet:
- Prinz Friedrich (1870–1873) –  Sohn von Großherzog Ludwig IV. und Großherzogin Alice
- Prinzessin Marie (1874–1878) –  Tochter von Großherzog Ludwig IV. und Großherzogin Alice
- Großherzogin Alice (1843–1878) –  Gemahlin von Großherzog Ludwig IV.
- Großherzog Ludwig IV. (1837–1892) –  Sohn von Prinz Karl und Prinzessin Elisabeth

## Gräber der Familie Ernst Ludwigs

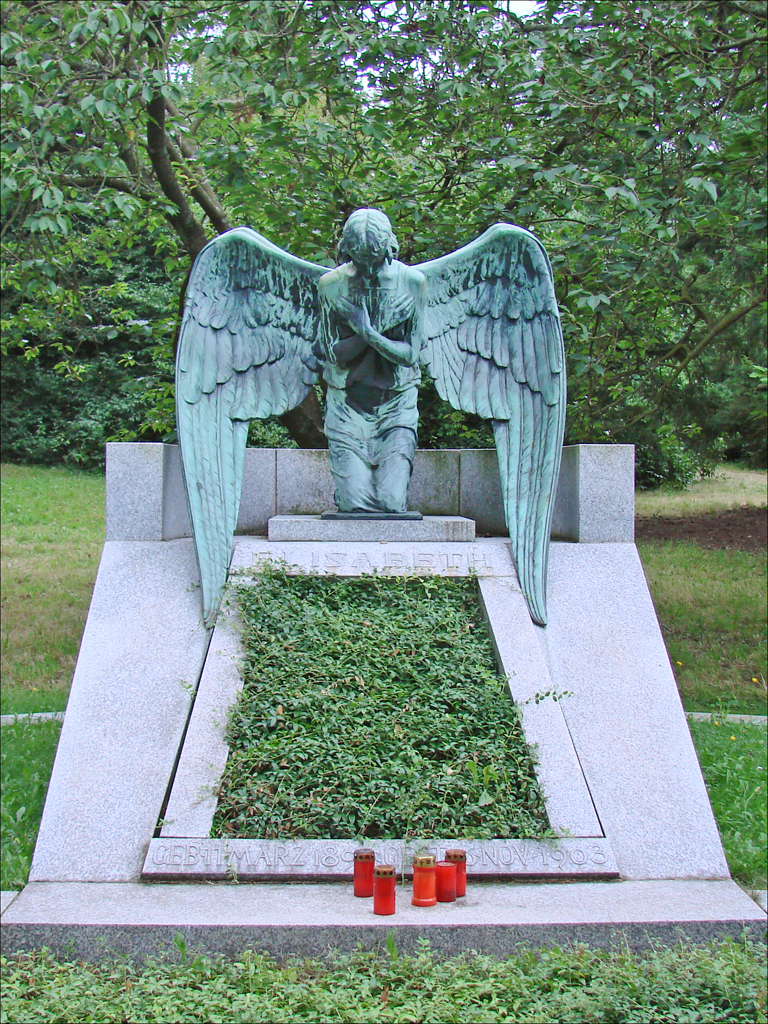
Grab von Prinzessin Elisabeth

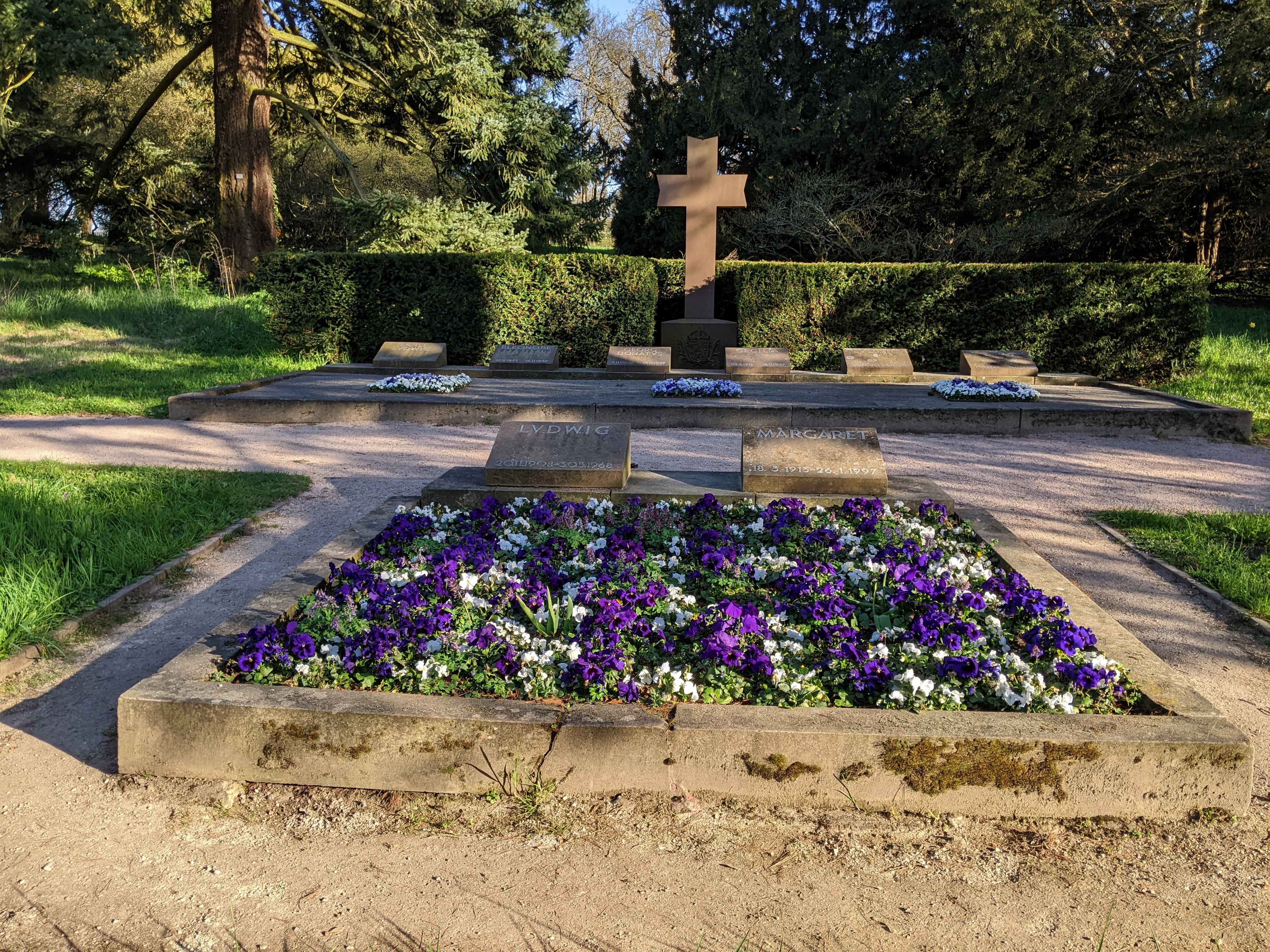
Gemeinschaftsgräber auf der Rosenhöhe Darmstadt, hinten von Großherzog Ernst Ludwig und den Toten des Flugunfalls von Ostende 1937, vorne von Prinz Ludwig (1908–1968) und Prinzessin Margaret (1913–1997)

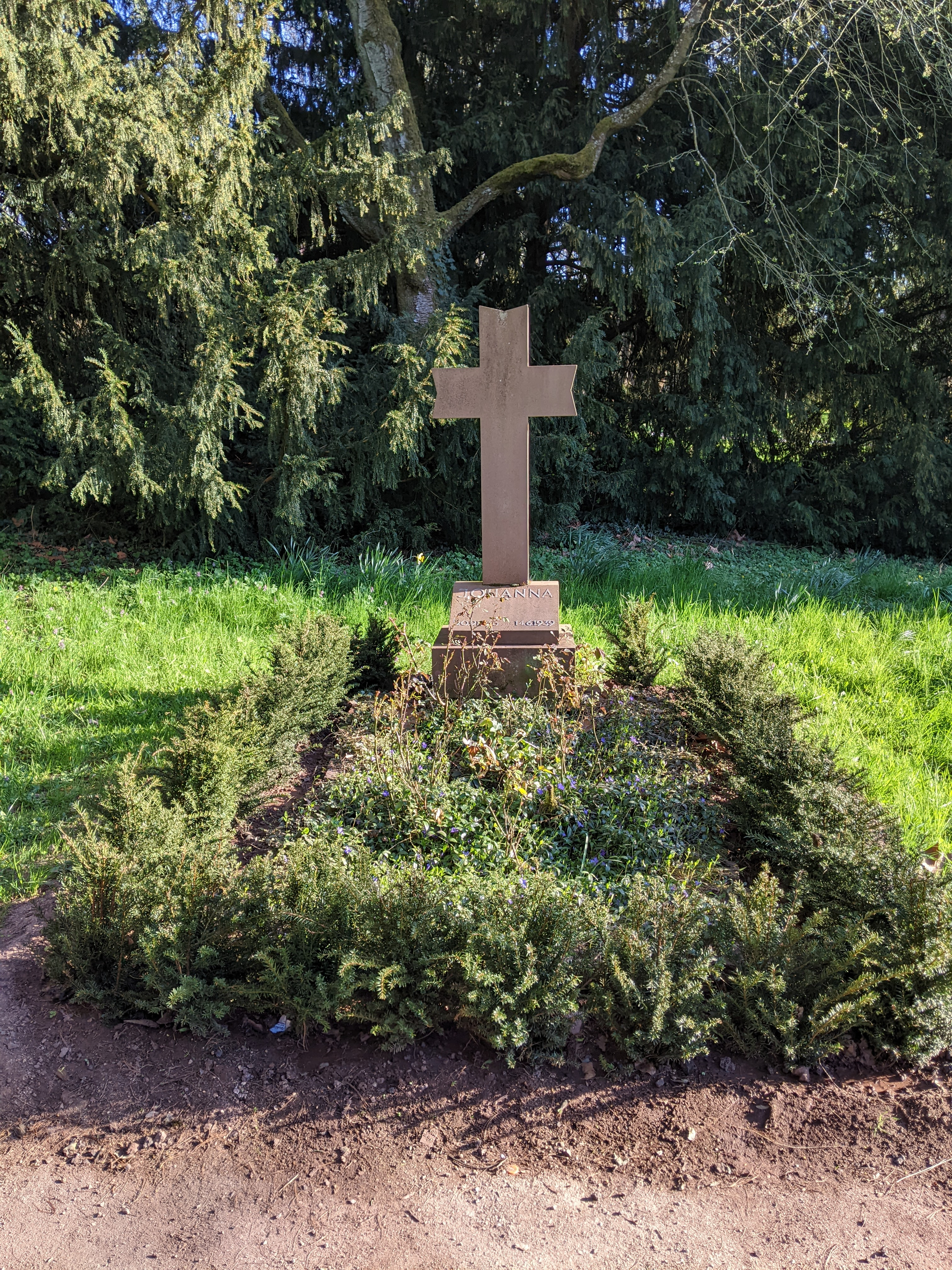
Grab der Prinzessin Johanna (1936–1939) auf der Rosenhöhe Darmstadt

In kurzer Entfernung vom Neuen Mausoleum befinden sich drei Grabanlagen, in denen mehrere im 20. Jahrhundert verstorbene Angehörige des Hauses Hessen-Darmstadt aus der Familie des Großherzogs Ernst Ludwig bestattet sind:
In einem Erdgrab, das von einer Engelsfigur mit ausgebreiteten Flügeln geschmückt wird, welche von dem Bildhauer Ludwig Habich geschaffen wurde, ruht:
- Prinzessin Elisabeth (1895–1903) –  Tochter von Großherzog Ernst Ludwig  und seiner ersten Gemahlin Victoria Melita

In einem großen Gemeinschaftsgrab, das mit einem hohen Sandsteinkreuz markiert ist, sind der 1937 verstorbene letzte Großherzog von Hessen und die aus seiner Familie stammenden Toten des Flugunfalls von Ostende 1937 begraben:
- Großherzog Ernst Ludwig (1868–1937) –  Sohn von Großherzog Ludwig IV. und Großherzogin Alice
- Großherzogin  Eleonore (1871–1937) –  zweite Gemahlin von Großherzog Ernst Ludwig
- Erbgroßherzog Georg Donatus (1906–1937) –  Sohn von Großherzog Ernst Ludwig und Großherzogin Eleonore
- Erbgroßherzogin Cäcilie (1911–1937) –  Gemahlin von Georg Donatus
- Prinz Ludwig (1931–1937) –  Sohn von Georg Donatus und Cäcilie
- Prinz Alexander (1933–1937) –  Sohn von Georg Donatus und Cäcilie

Abseits dieses Gemeinschaftsgrabs wurde beigesetzt:
- Prinzessin Johanna (1936–1939) –  Tochter von Georg Donatus und Cäcilie, nach dem  Flugzeugunglück 1937 durch Ludwig und Margaret  adoptiert

Ein weiteres Erdgrab birgt die sterblichen Überreste von:
- Prinz Ludwig (1908–1968) –  Sohn von Großherzog Ernst Ludwig und Großherzogin Eleonore
- Prinzessin Margaret (1913–1997) –  Gemahlin von Prinz Ludwig

Die Gräber der im 20. Jahrhundert verstorbenen Mitglieder der großherzoglichen Familie werden seit der Übernahme des Parks Rosenhöhe durch die Stadt Darmstadt gepflegt.